# Vojenské zařízení
Vojenské zařízení je dle zákona 219/1999 Sb. par. 3 o ozbrojených silách České republiky samostatná součást ozbrojených sil, která je určena k zajišťování potřeb ozbrojených sil s vlastním názvem, číselným označením a místem stálé dislokace; v čele vojenského zařízení je náčelník, vedoucí nebo ředitel.

## Seznam vojenských zařízení v Česku
| Číslo             | Jméno                                                              | Lokalita                       | Reference |
| ----------------- | ------------------------------------------------------------------ | ------------------------------ | --------- |
| VZ 1337 (pobočka) | Zásobovací základna řízených střel Jaroměř                         | Plesko-rasošský les, Nový Ples | [ 2 ]     |
| VZ 5512 (551230)  | Centrum zabezpečení munice - Týniště nad Orlicí                    | Týniště nad Orlicí             | [ 3 ]     |
| VZ 5512 (551240)  | Centrum zabezpečení oprav - Lázně Bohdaneč                         | Lázně Bohdaneč a Jaroměř       | [ 3 ]     |
| VZ 5512 (551210)  | Centrum zabezpečení materiálem technických služeb - Štěpánov       | Štěpánov                       | [ 3 ]     |
| VZ 5512 (551220)  | Centrum zabezpečení materiálem týlových služeb - Brno              | Brno                           | [ 3 ]     |
| VZ 1284           | Základna zdravotnického materiálu                                  | Bystřice pod Hostýnem a Loukov | [ 4 ]     |
| VZ 2994           | Univerzita obrany v Brně                                           | Brno a Hradec Králové          |           |
| VZ 4190           | Vojenská střední škola a Vyšší odborná škola MO v Moravské Třebové | Moravská Třebová               |           |

### Muniční sklady
Dle armádního časopisu A-report jsou v ČR následující aktivní muniční sklady:
| Název                                           | Lokalita           | Poloha                           |
| ----------------------------------------------- | ------------------ | -------------------------------- |
| Centrum zabezpečení munice - Týniště nad Orlicí | Týniště nad Orlicí | 50°10′41″ s. š., 16°5′8″ v. d.   |
| Muniční sklad Hostašovice                       | Hostašovice        | 49°31′3″ s. š., 17°59′28″ v. d.  |
| Muniční sklad Nový Ples                         | Nový Ples          | 50°18′32″ s. š., 15°56′44″ v. d. |
| Muniční sklad Dobronín                          | Dobronín           | 49°28′52″ s. š., 15°37′7″ v. d.  |
| Muniční sklad Mladkov                           | Mladkov            | 50°6′35″ s. š., 16°36′12″ v. d.  |
| Muniční sklad Květná                            | Květná             | 49°43′1″ s. š., 16°22′36″ v. d.  |
| Muniční sklad Čermná nad Orlicí                 | Čermná nad Orlicí  | 50°4′5″ s. š., 16°6′44″ v. d.    |
| Muniční sklad Travčice                          | Travčice           | 50°29′37″ s. š., 14°11′40″ v. d. |